# Natural Resources Conservation Service
Natural Resources Conservation Service (NRCS), fram till 1994 Soil Conservation Service (SCS), är en avdelning inom USA:s jordbruksdepartement som ger tekniskt stöd åt jordbrukare och privata markägare.